# Area 51 (computerspil)
 For alternative betydninger, se Area 51 (flertydig). (Se også artikler, som begynder med Area 51)
Area 51 er et computerspil, som kan fås til PC og Playstation 2. Brian Hugh Warner (bedre kendt som Marilyn Manson) lægger stemme til en af rumvæsnerne i spillet.

## Plot
Spillet handler om fire soldater, hvor 1 af dem er spilleren. Som Ethan cole begiver man sig med sit team ned i skumle kældre, mørke gange og blodige rum. Ens opgave er at finde ud af hvad der er sket dernede og hvorfor der ikke kommer nogle signaler og alle forskere meldes døde? En virus er sluppet løs og gør alle til frådene uhyrer. Intet er sikket. Adrenalinen bliver holdt oppe hele tiden og der er ikke tid til pause. Hvor man end går hen springer monster ned fra loftet, gennem døre eller overraske en bagfra. man ender desværre selv med at blive til én af de uhyrer man selv har bekæmpet. Til alt held får man en særlig slags indsprøjtning og kan kontrollere hvornår man vil være monster eller menneske. Guidet af en telepatisk alien, begiver man sig længere ned i Area 51 og finder ud af, at der faktisk lever en hel befolkning af rumvæsner dernede.
Spillet er uhyggeligt for mindreårige og ret barskt (hoveder flåes af og meget andet) så spillet bør kun spilles af børn på 13 og op over.
| computerspil | Spire Denne computerspilsrelaterede artikel er en spire som bør udbygges. Du er velkommen til at hjælpe Wikipedia ved at udvide den. |